# Artur Kowalow
Artur Kowalow (ukr. Артур Ковальов) – ukraiński kulturysta. Czterokrotny mistrz Ukrainy, a także mistrz Europy w kulturystyce.

## Życiorys
Miastem rodzinnym Kowalowa jest Donieck. Jego ojciec był budowniczym, a matka pracowała w warsztacie zajmującym się frezowaniem. Sporty siłowe uprawiał od najmłodszych lat. Studiował na Donieckim Narodowym Uniwersytecie Technicznym, jego specjalizacją była fizjologia.
Jako kulturysta debiutował w 2005 roku; podczas jednych z ukraińskich zawodów wywalczył srebrny medal w kategorii juniorów. W kwietniu 2007 wziął udział w Pucharze Ukrainy w Kulturystyce, organizowanym przez federację FBBU (ФББУ). Zajął trzecie miejsce wśród juniorów o wadze przekraczającej 80 kg oraz piąte wśród mężczyzn do 90 kg. W 2010 występ na Mistrzostwach Ukrainy FBBU przyniósł mu dwa złote medale: w kategorii mężczyzn o masie ciała przekraczającej 90 kg oraz w kategorii generalnej. Rok później, podczas tych samych mistrzostw, Kowalow startował w kategorii wagowej superciężkiej (100 kg+). Zdobył złoto. Na początku kwietnia 2013 wystąpił podczas Pucharu Obwodu Donieckiego, który rozegrano na jego dawnej uczelni. Został wicemistrzem zawodów. Trzy tygodnie później został zwycięzcą Pucharu Ukrainy w Kulturystyce w kategorii wagowej powyżej 95 kg. Największe sukcesy Kowalowa w kulturystyce przypadły na rok 2014. 5 kwietnia podczas Pucharu Obwodu Donieckiego zdobył złoto w kategorii 90 kg+. 19 kwietnia został absolutnym zwycięzcą Pucharu Morza Czarnego. 27 kwietnia FBBU zorganizowało Puchar Ukrainy. Kowalow wywalczył złoty medal w kategorii 95 kg+. 10 maja w trakcie turniej Grand Prix „Hero” został wyróżniony główną nagrodą. W drugiej połowie maja 2014 wystąpił na Mistrzostwach Europy w Kulturystyce, rozegranych przez federację IFBB w Hiszpanii. Zajął pierwsze miejsce na podium wśród mężczyzn o masie ciała przekraczającej 100 kg, a także czwarte miejsce w kategorii generalnej. Posiada kartę profesjonalnego zawodnika IFBB.
Od jesieni 2014 roku mieszka w Petersburgu. Pracuje jako trener osobisty. Sam trenuje pięć do sześciu dni tygodniowo. Uważa, że nigdy nie znajduje się poza sezonem zmagań sportowych, bezustannie próbuje doprowadzać swoje ciało do perfekcji.

## Wymiary
- wzrost: 183 cm
- waga: ok. 130 kg

## Osiągnięcia (wybór)
- 2007: Puchar Ukrainy w Kulturystyce, federacja FBBU (ФББУ), kategoria juniorska, waga powyżej 80 kg – III m-ce
- 2007: Puchar Ukrainy w Kulturystyce, federacja FBBU (ФББУ), kategoria mężczyzn, waga do 90 kg – V m-ce
- 2009: Mistrzostwa Kijowa w Kulturystyce, kategoria wagowa powyżej 90 kg – X m-ce
- 2009: Mistrzostwa Ukrainy w Kulturystyce, federacja FBBU (ФББУ), kategoria wagowa powyżej 100 kg – IV m-ce
- 2010: Mistrzostwa Ukrainy w Kulturystyce, federacja FBBU (ФББУ), kategoria wagowa powyżej 90 kg – I m-ce
- 2010: Mistrzostwa Ukrainy w Kulturystyce, federacja FBBU (ФББУ), kategoria ogólna – I m-ce
- 2010: Puchar „Atlantic”, kategoria ogólna – VI m-ce
- 2010: Mistrzostwa Świata w Kulturystyce Amatorskiej, kategoria wagowa ponad 100 kg – poza czołówką[4]
- 2011: Mistrzostwa Ukrainy w Kulturystyce, federacja FBBU (ФББУ), kategoria wagowa powyżej 100 kg – I m-ce
- 2011: Mistrzostwa Ukrainy w Kulturystyce, federacja FBBU (ФББУ), kategoria ogólna – III m-ce
- 2011: Zawody „Złota Jesień” („Золотая осень”), kategoria ogólna – VII m-ce
- 2013: Puchar Obwodu Donieckiego w Kulturystyce, kategoria ogólna – II m-ce
- 2013: Puchar Morza Czarnego w Kulturystyce, kategoria ogólna – III m-ce
- 2013: Puchar Ukrainy w Kulturystyce, federacja FBBU (ФББУ), kategoria wagowa powyżej 95 kg – I m-ce
- 2014: Puchar Obwodu Donieckiego w Kulturystyce, kategoria wagowa powyżej 90 kg – I m-ce
- 2014: Puchar Morza Czarnego w Kulturystyce, kategoria ogólna – I m-ce
- 2014: Puchar Ukrainy w Kulturystyce, federacja FBBU (ФББУ), kategoria wagowa powyżej 95 kg – I m-ce
- 2014: Grand Prix „Hero”, kategoria ogólna – I m-ce
- 2014: Mistrzostwa Europy w Kulturystyce, federacja IFBB, kategoria wagowa powyżej 100 kg – I m-ce
- 2014: Mistrzostwa Europy w Kulturystyce, federacja IFBB, kategoria ogólna – IV m-ce
- 2014: Olympia Amateur Europe, federacja IFBB, kategoria powyżej 100 kg – VI m-ce
- 2015: Mistrzostwa Petersburga i Obwodu Leningradzkiego w Kulturystyce, kategoria wagowa powyżej 100 kg – II m-ce
- 2015: Mistrzostwa Rosji w Kulturystyce, federacja PBS (ФБФР), kategoria wagowa powyżej 100 kg – VI m-ce